# Arridajos z Elimei
Arridajos (gr. Ἀρριδαῖος, Arridaĩos) (VI/V w. p.n.e.) – pierwszy znany król Elimei przed 513 p.n.e.

## Życiorys
Poślubił nieznaną z imienia córkę Amyntasa I, króla Macedonii, z którą miał synów Pauzaniasza i Machatasa. Nie znamy dokładnych dat jego panowania, ani kiedy zmarł. Nie jest pewne, kto został jego następcą na tronie Elimei. Niewykluczone, że został nim syn Pauzaniasz, a potem Derdas I, syn Machatasa i wnuk Arridajosa.